# Kommunistische Jugend der spanischen Völker
Die Juventud Comunista de los Pueblos de España (deutsch: Kommunistische Jugend der spanischen Völker) (JCPE) ist die Jugendorganisation der Kommunistischen Partei der spanischen Völker (PCPE).
International unterhält sie Beziehungen zu kommunistischen und revolutionären Organisationen weltweit.

## Geschichte
Die JCPE wurde am 13. Mai 2017 bei einer Sitzung der Jugend der PCPE als ihre Jugendorganisation gegründet. Die Gründung erfolgte auf Initiative des Zentralkomitees der PCPE nach einer internen Krise der Partei im April 2017, ausgelöst durch ein Zerwürfnis mit der bisherigen Jugendorganisation, der Gemeinschaft Junger Kommunisten (CJC).
Im November 2018 lud die Unión de Jóvenes Comunistas (Kommunistische Jugend Cubas) eine Delegation der JCPE nach Kuba ein. Ziel war ein intensiverer Austausch zwischen den politischen und den Massenorganisationen der beiden Länder. Im Dezember desselben Jahres feierte die J-PCPE ihre 1. Zentrale Bildungsschule in Villarreal (Castellón).
Im April 2019 stand die 1. Konferenz der JCPE unter dem Motto „Die Arbeiter- und Volksjugend stellt sich, wir organisieren uns zum siegen“. Man beschloss ein neues Logo und den Namen Kommunistische Jugend der spanischen Völker (JCPE). Maite Plazas wurde als politisch Verantwortliche gewählt. Im November 2019 nahm die JCPE am vom Forum Sao Paolos in Caracas organisierten 1. Internationalen Kongresses der Jugend und der Schüler und Studierenden als internationale Delegation teil.
Seit 2019 hat die Jugendorganisation der Kommunistischen Partei jedes Jahr eine Delegationen zum „Festo Do Avante“ der Portugiesischen Kommunisten entsandt. (Quinta da Atalaia, Portugal). Dort hielten sie Konferenzen mit diversen anderen Organisationen ab. Im Jahr 2021 und 2022 nahm sie mit einem eigenen Stand zusammen mit dem PCPE im internationalen Bereich teil.
Am 16. Juli 2020 beteiligten sich Aktivisten des JCPE an der Verhinderung einer Zwangsräumung in dem Ort „El Astillero“ in Kantabrien. Die Protestveranstaltung, bei der ein großes Aufgebot der Guardia Civil vertreten war, endete mit einem gewalttätigen Polizeieinsatz, bei dem ein Aktivist der kommunistischen Jugend im Hauseingang angegriffen wurde. Bis heute läuft gegen ihn und einen weiteren Beteiligten ein Gerichtsverfahren, in dem er wegen Widerstands gegen die Staatsgewalt angeklagt ist. Am 6. Mai 2021 wurde an der Universität Jaume I von Castellón (UJI) (Autonome Gemeinschaft Valencia) während der Proteste gegen den Besuch des Königs Felipe VI. an der Universität ebenfalls ein Jugendaktivist zusammen mit einem Mitstreiter festgenommen und schließlich wegen tätlichen Angriffs auf die Staatsgewalt zu sechs Monaten Gefängnis verurteilt. Er musste bis jetzt die Gefängnisstrafe noch nicht antreten, da es sich um seine erste Straftat handelte, und wartet nun auf die Ratifizierung des Urteils.
Am 10., 11. und 12. September 2021 wurde in der Madrider Sierra die 1. Versammlung der Jugend organisiert, bei der Mitglieder aus verschiedenen Gebieten des spanischen Staates zusammentrafen. Die zweite Ausgabe des Jugendlagers fand vom 22. bis 25. September 2022 statt, auch dieses Jahr wieder in den Bergen bei Madrid.

## Organisation
Das Führungsorgan der JCPE ist das Staatliche Führungskomitee. Dieses leitet die Organisation und wendet die von der Zentralen Konferenz der JCPE und des Kongresses der PCPE hervorgehenden Leitlinien an.

### Territoriale Struktur
Die JCPE organisiert sich in Nationalen oder Regionalen Komitees. Diese setzen sich aus verschiedene Gruppen der Organisation aus einem Gebiet zusammen. In manchen Gebieten ist der Name ein anderer oder er wird in der eigenen Sprache des Gebietes aufgeführt. Auf folgender Tabelle werden die Namen in den verschiedenen Gebieten der JCPE aufgeführt:
| Gebiet              | Territoriale Organisation                    |
| ------------------- | -------------------------------------------- |
| Andalusien          | Juventud Comunista del Pueblo Andaluz (JCPA) |
| Aragonien           | JCPE Aragón                                  |
| Asturien            | JCPE Asturias                                |
| Kanaren             | Juventud Comunista del Pueblo Canario (JCPC) |
| Kantabrien          | JCPE Cantabria                               |
| Kastilien-La Mancha | JCPE Castilla-La Mancha                      |
| Kastilien-León      | JCPE Castilla y León                         |
| Katalonien          | Vertreten durch PCPC                         |
| Madrid              | JCPE Madrid                                  |
| Valencia            | JCPE País Valencià                           |
| Extremadura         | JCPE Extremadura                             |
| Galicien            | Xuventude Comunista do Pobo Galego (XCPG)    |
| Balearische Inseln  | JCPE Balears                                 |
| La Rioja            | JCPE La Rioja                                |
| Navarra             | Euskal Herriko Gaztedi Komunista (EHGK)      |
| Baskenland          | Euskal Herriko Gaztedi Komunista (EHGK)      |
| Murcia              | JCPE Región de Murcia                        |

## Politische Verantwortliche
| Periode   | Politische/r Verantwortliche/r |
| --------- | ------------------------------ |
| 2017–2019 | Alejandro Navarro              |
| 2019–2020 | Maite Plazas                   |
| Seit 2020 | Javier Cayuela                 |